# Rebilus lugubris
Rebilus lugubris là một loài nhện trong họ Trochanteriidae. Loài này phân bố ở Queensland.